# مصطفی احمدی (بازیکن فوتبال، زاده ۱۳۷۱)
مصطفی احمدی (زادهٔ ۱۶ سپتامبر ۱۹۹۲) در بوشهر؛ بازیکن فوتبال اهل ایران است که در پست هافبک برای باشگاه فوتبال شاهین بوشهر بازی کرده‌است.

## دوران باشگاهی

### شاهین بوشهر
وی اولین بازی خود در لیگ برتر خلیج فارس را در هفته سیزدهم لیگ برتر فوتبال ایران ۹۹–۱۳۹۸، مقابل باشگاه فوتبال فولاد خوزستان انجام داد.
وی همچنین اولین گل خود در لیگ برتر خلیج فارس را در هفته بیست و پنجم لیگ برتر فوتبال ایران ۹۹–۱۳۹۸، مقابل باشگاه فوتبال گل‌گهر سیرجان به ثمر رساند.

## افتخارات
شاهین بوشهر
- جام حذفی فوتبال ایران: ۹۱–۱۳۹۰ (نایب قهرمان)